# Naftali Bezem
Naftali Bezem (hebrejsky  נפתלי בזם‎; 27. listopadu 1924 – 2. října 2018) byl izraelský malíř a sochař.

## Biografie

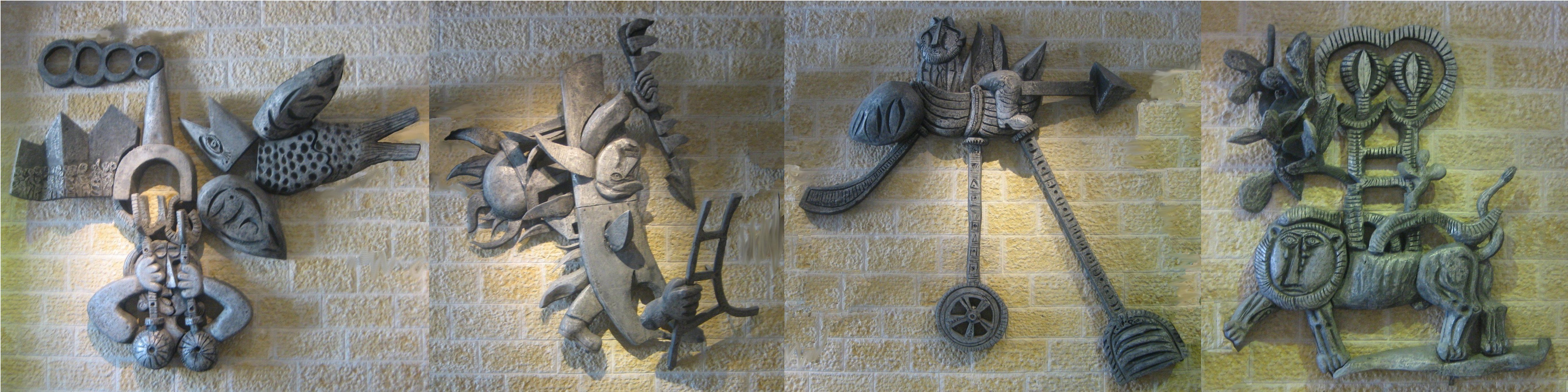
Nástěnný soubor soch Od holocaustu k znovuzrození, vyrobená Naftali Bezemem roku 1970 z legovaného hliníku, je stálou expozicí památníku Jad Vašem v Jeruzalémě. Čtyři její části se zleva doprava nazývají: „Destrukce,“ „Odpor,“ „Imigrace do Izraele“ a „Znovuzrození“

Narodil se v Essenu ve Výmarské republice (dnešní Německo) jako jedno ze tří dětí ortodoxní židovské rodiny původem z Polska. Před vypuknutím druhé světové války byl roku 1939 ve svých čtrnácti letech rodiči poslán v rámci alije mládeže do britské mandátní Palestiny. Během války žil v neustálém strachu o bezpečí svých rodičů, kteří zahynuli ve vyhlazovacím táboře Auschwitz-Birkenau, stejně jako většina jeho rodiny. Motivy holocaustu výrazně ovlivnily Bezemův umělecký styl a tvorbu.
V letech 1943 až 1946 studoval umění na Bezalelově akademii umění a designu v Jeruzalémě s malířem Mordechajem Ardonem. Poté pokračoval ve studiích tři roky v Paříži. Mezi jeho nejznámější díla patří reliéf na zdi v památníku holocaustu Jad Vašem v Jeruzalémě a stropní nástěnná malba v hlavní recepci prezidentské rezidence v Jeruzalémě. Byl též učitelem na Bezalelově akademii, kde v minulosti sám studoval.

## Ocenění
- V roce 1957 mu byla udělena Dizengoffova cena za malířství[5]